# خرگوشک مردابی
خرگوشک مرداب (نام علمی: Sylvilagus palustris) نام یک گونه از سرده خرگوشک دم‌پنبه‌ای است.